# Tisícročná včela (divadelní hra)
Tisícročná včela je divadelní hra napsaná dle stejnojmenné románové předlohy slovenského spisovatele Petera Jaroše. Příběh do divadelní formy upravili režisér Matěj T. Růžička a dramaturgyně Simona Petrů. Hra byla nastudována souborem Horáckého divadla v Jihlavě k premiérovému uvedení 8. září 2018 jako první, zahajovací premiéra 79. sezony. S výjimkou slovenské odlehčené muzikálové inscenace s písněmi skupiny Elán se jedná o první dramatizaci románu.
Původně nesla inscenace označení Ako tisícročná včela, autor předlohy však poté navrhl sjednocení názvu s románem. Tvůrci adaptace se zbavili slovenského jádra a přesunuli děj do umělého prostředí na pomezí Slovenska a Moravského Slovácka, přičemž dialogy naplnili smyšleným jazykem, založeným na směsi moravské slováčtiny, češtiny a slovenštiny. Tříhodinová hra přerušená dvěma přestávkami je doplněna hudebním doprovodem zahrnujícím i orchestrální hudbu Petra Hapky, kterou složil pro stejnojmenný film režiséra Juraje Jakubiska.